# Янса, Властимил
Властимил Янса (чеш. Vlastimil Jansa; 27 ноября 1942, Нова-Дубеч близ Праги) — чешский, ранее чехословацкий, шахматист, гроссмейстер (1974). Тренер. Шахматный журналист; редактор шахматных 
отделов в газетaх «Млада фронта» и «Сигнал».
Победитель студенческой олимпиады (1963) в составе национальной команды. Чемпион ЧССР (1964, 1974 и 1984). В составе национальной команды участник ряда олимпиад (с 1964). Успешно выступил в зональном турнире ФИДЕ — Прага (1985) — 1-3-е место, получил право играть в межзональном турнире — Биль (1985) — 12-13-е место.
Лучшие результаты в других международных соревнованиях: Сараево (1972) — 3-5-е; Амстердам и Мадонна-ди-Кампильо
(1973) — 1-е; Лейпциг (1973) — 4-е; Амстердам (1974) — 1-3-е; Нью-Йорк (1974) — 1-2-е; Сомбор (1976) — 1-3-е; Чирелла-ди-Диаманте (1976/1977) — 1-е; Врнячка-Баня (1978 и 1981) — 3-е и 1-е; Смедеревска-Паланка (1978 и 1980) — 2-е и 2-3-е; Баньё (1979) — 1-2-е; Кладово (1980) — 3-е; Трнава (1982) — 1-е; Эсбьерг (1982) — 3-4-е; Крагуевац (1984 и 1985) — 1-2-е и 3-4-е; Гёусдал (1984 и 1986) — 3-7-е; Мец (1985) — 3-5-е (142 участника); Боргарнес (1985) — 1-2-е; Ниш (1985) — 2-4-е; Гёусдал (1987, август) — 1-е места (50 участников).

## Изменения рейтинга
| Графики недоступны из-за технических проблем. См. информацию на Фабрикаторе и на mediawiki.org. |